# Truus Gerhardt
Geertruida (Truus) Gerhardt (Amsterdam, 22 augustus 1899 – Den Haag, 13 februari 1960) was een Nederlandse dichteres. Ze was de zus van Ida Gerhardt en Mia Gerhardt.
Gerhardt was een van de drie dochters van Grietje Blankevoort en schooldirecteur Dirk Reinier Gerhardt, die in het jaar van haar geboorte tekenaar en opzichter was bij de Amsterdamse Dienst der Publieke Werken.  Ze deed haar middelbare schoolopleiding op het Stedelijk Gymnasium van Schiedam en het Erasmiaans Gymnasium te Rotterdam, waar zij 1918 haar diploma haalde. Ze trouwde in 1920 met Sidney van den Bergh, met wie zij twee zonen kreeg: Jan Seymour en Peter Lodewijk. Na in 1926 in Berlin-Dahlem te hebben gewoond verhuisde het gezin in 1928 naar Plasmolen. Ze huurden de woning van het echtpaar Leo en Mieke Niehorster. Leo Niehorster maakte als beeldend kunstenaar deel uit van de kunstenaarskolonie in Plasmolen en omgeving uit de eerste helft van de twintigste eeuw. Na een gezamenlijke vakantie kregen Truus en Leo een verhouding met elkaar, maar ook Sidney en Mieke kregen een relatie. In 1928 vond de echtscheiding plaats van Truus en Sidney en een jaar later hertrouwde Truus met Leo. Het stel verhuisde vervolgens naar Loosduinen.
In Loosduinen zette Gerhardt zich aan het schrijven van gedichten. In 1934 en 1935 werden 18 van haar gedichten gepubliceerd in literair maandblad De Stem. Gerhardt publiceerde ook twee dichtbundels: De engel met de zonnewijzer (1935) en Laagland (1937). Ondanks het succes van vooral de eerste bundel nam het aantal publicaties van Gerhardt nu sterk af. Ze leed waarschijnlijk onder het groeiende succes van haar zus Ida. Daarnaast kampte ze met gezondheidsproblemen, mogelijk TBC en depressies.
In 1940 werd Gerhardt de spil van een groep letterkundigen in Den Haag. In 1941-1942 kreeg ze een kortstondige relatie met Martinus Nijhoff. In 1944 vond een verhuizing plaats naar Den Haag, omdat de Duitse bezetter Loosduinen ontruimde. Twee jaar later scheidde ze van Leo.
Op 13 februari 1960 overleed Gerhardt aan een darmbloeding. Zij werd op 16 februari 1960 begraven in het familiegraf te Wassenaar.
Na haar overlijden werd door N.A. Donkersloot een overzichtswerk samengesteld dat werd uitgegeven bij uitgeverij P.N. van Kampen & Zn. Haar zus Ida droeg in 1961 de bundel De Hovenier op aan haar overleden zus.
Truus Gerhardt schreef vooral natuurpoëzie en werd bij haar overlijden omschreven als ‘de dichteres van het Hollands landschap’. Haar opgewekte natuurpoëzie zou op latere generaties echter gedateerd overkomen, in tegenstelling tot de rauwe en persoonlijke gedichten die ze vanaf 1944 schreef. In die gedichten gaf ze uiting aan de teleurstellingen in haar leven en haar gebrek aan vertrouwen in de toekomst.
- Biografisch Portaal: 49691199
- Digitale Bibliotheek voor de Nederlandse Letteren: gerh004
- Gemeinsame Normdatei: 143872745
- International Standard Name Identifier: 0000 0001 1836 5954
- Library of Congress Control Number: no2019055173
- Nederlandse Thesaurus van Auteursnamen: 07073125X
- Virtual International Authority File: 169448066